# جیامپائولو کالانچینی
جیامپائولو کالانچینی (انگلیسی: Giampaolo Calanchini; ۴ فوریهٔ ۱۹۳۷ – ۱۹ مارس ۲۰۰۷) ورزشکار شمشیربازی اهل ایتالیا بود.
وی در مسابقات کشوری و بین‌المللی در مجموع برندهٔ ۲ مدال نقره، ۱ مدال برنز شده‌است.